# Lilbi (Saaremaa)
Lilbi is een plaats in de Estlandse gemeente Saaremaa, provincie Saaremaa. De plaats heeft de status van dorp (Estisch: küla) en telt 71 inwoners (2021).
Tot in december 2014 behoorde Lilbi tot de gemeente Kaarma, tot in oktober 2017 tot de gemeente Lääne-Saare en sindsdien tot de fusiegemeente Saaremaa.

## Geschiedenis
Lilbi werd voor het eerst genoemd in 1803 als boerderij op het landgoed van Tahula. In 1855 werd de plaats genoemd als dorp.
In 1977 werd Lilbi bij het buurdorp Kärdu gevoegd. In 1997 werd het weer een zelfstandig dorp.